# Vorsitzende des Seimas der Republik Litauen
Der Vorsitzende des Seimas der Republik Litauen (lit. Lietuvos Respublikos Seimo pirmininkas) ist der Präsident des nationalen Parlaments der Republik Litauen. Er hat gemäß dem Inlandsprotokoll der Regierung das zweithöchste Staatsamt inne. Derzeitiger Amtsinhaber im 14. Seimas ist Saulius Skvernelis (* 1970), DSVL-Mitglied (seit dem 14. November 2024).

## Wahl
Der Vorsitzende wird aus der Mitte des Seimas gewählt. Die Wahl erfolgt durch die Abgeordneten in der konstituierenden Sitzung des neu gewählten Parlaments. Die Wahl des Seimas-Vorsitzenden wird durch den Alterspräsidenten geleitet (Art. 66 der Verfassung Litauens).

## Liste
| Seimas                  | Foto               | Vorsitzende                          | Partei               |
| ----------------------- | ------------------ | ------------------------------------ | -------------------- |
| V Seimas (1990–1992)    |                    | Vytautas Landsbergis (* 1932)        | Sąjūdis              |
| VI Seimas (1992–1996)   |                    | Algirdas Brazauskas (1932–2010)      | LDDP                 |
| VI Seimas (1992–1996)   |                    | Česlovas Juršėnas (* 1938)           | LDDP                 |
| VII Seimas (1996–2000)  |                    | Vytautas Landsbergis (* 1932)        | TS                   |
| VIII Seimas (2000–2004) |                    | Artūras Paulauskas                   | NS                   |
| IX Seimas (2004–2008)   |                    | Artūras Paulauskas                   | NS                   |
|                         | Viktoras Muntianas | NS                                   |                      |
|                         | Česlovas Juršėnas  | LSDP                                 |                      |
| X Seimas (2008–2012)    |                    | Arūnas Valinskas                     | TPP                  |
| X Seimas (2008–2012)    |                    | Irena Degutienė                      | TS-LKD               |
| XI Seimas (2012–2016)   |                    | Vydas Gedvilas                       | DP                   |
| XI Seimas (2012–2016)   |                    | Loreta Graužinienė                   | DP                   |
| XII Seimas (2016–2020)  |                    | Viktoras Pranckietis                 | LVŽS (ab 2020: LRLS) |
| XIII Seimas (2020–2024) |                    | Viktorija Čmilytė-Nielsen            | LRLS                 |
| XIV Seimas (2024–2028)  |                    | Saulius Skvernelis (seit 14.11.2024) | DSVL                 |